# 코만도 (영화)
《코만도》(영어: Commando)는 미국에서 1985년 개봉한 액션 영화이다. 마크 L. 레스터가 감독을, 아널드 슈워제네거와 레이 돈 총이 주연을 맡았다.

## 줄거리
주인공 존 매트릭스는 퇴역한 육군 특전사 대령으로, 현재는 캘리포니아의 산골에서 어린 딸 제니와 함께 조용히 지내고 있다. 그러던 어느 날 매트릭스가 이끌던 부대원들이 차례로 살해당하는 사건이 벌어지고, 상관이었던 커비 소장이 매트릭스를 찾아와 이 사실을 알린다.
곧 매트릭스의 집에 용병 부대가 들이닥친다. 매트릭스가 그들을 사살할 장비를 가져오던 사이, 제니는 그만 그들에게 납치당하고 만다. 매트릭스는 그를 회유하는 용병 하나를 가차 없이 처단하고 곧바로 용병 부대를 뒤쫓는다. 그러나 매트릭스 마저 납치되고 만다.
부대원들을 살해한 용병 부대의 수장은 또 다른 부대원이었던 베넷으로, 과거 과도한 폭력적 성향으로 퇴출된 후 매트릭스에게 복수심을 품고 있었다. 그는 남미의 소국 발베르데의 독재자이자, 매트릭스에 의해 축출된 바 있는 아리우스와 손을 잡았다. 아리우스는 매트릭스를 발베르데로 보내 현 대통령을 암살하고 군사 쿠데타를 일으킬 계획이었다.
딸이 인질로 잡힌 매트릭스는 어쩔 수 없이 따르는 척을 한다. 우선 발베르데행 비행기에 탄 것으로 위장하고, 맨몸으로 비행기에서 뛰어내린 다음 비행기가 도착하기까지의 11시간 사이에 제니를 구출할 계획을 세운다.
용병 부대의 일원 설리를 미행한 매트릭스는 우연히 휘말린 민간인 신디의 차를 빌려 타고 한 쇼핑몰까지 이동한다. 매트릭스를 믿지 못했던 신디가 매장 경호요원들에게 매트릭스를 신고하는 바람에 한바탕 총격전이 벌어지지만, 곧 매트릭스의 진심을 알아본 신디는 그와 함께 딸을 구출하는 여정에 동참한다. 매트릭스는 설리를 붙잡아, 또 다른 용병 쿡이 딸의 위치를 알고 있다는 사실을 자백케 한 후 그를 절벽에서 떨어뜨려 죽인다.
매트릭스는 설리가 쿡을 만나기로 한 모텔에서 쿡과 대치하지만, 격투 끝에 그만 쿡이 죽어 버린다. 그러나 쿡의 자동차에 남겨진 증거를 통해 아리우스의 무기고를 찾아낸다. 무기고에서 지도를 보고 아리우스가 기거하는 섬의 위치를 확인한 매트릭스는 이후 총포상에서 무기를 찾다가 경찰에 체포당한다. 다행히 신디가 호송차를 습격하여 매트릭스를 구해낸다.
두 사람은 비행기를 훔쳐 타고 아리우스의 섬으로 향한다. 매트릭스는 철저히 무장하고 아리우스의 군사들과 맞붙어 그들을 일망타진한다. 그 무렵 발베르데행 비행기가 도착하고, 아리우스와 베넷은 그제서야 계획이 틀어졌음을 알게 된다. 매트릭스는 아리우스의 저택에 숨어들어 아리우스를 사살하는 데 성공한다.
그 시각 제니는 몰래 감금에서 탈출해 저택 지하로 도망치다가 베넷에게 붙잡히고 만다. 매트릭스가 베넷을 도발하여 맨몸 격투를 벌이고, 끝내 증기관으로 가슴을 꿰뚫어 죽이고 제니를 구해낸다. 한편 신디의 구조 요청을 받고 커비 소장이 특전대를 이끌고 뒤늦게 섬에 도착한다. 이 모든 것을 해낸 매트릭스에게 탄복한 커비 소장은 매트릭스에게 재입대를 권유하나 매트릭스는 가볍게 거절하고, 제니와 신디와 함께 비행기를 타고 떠난다.

## 출연
- 아널드 슈워제네거 - 존 매트릭스 대령 역
- 레이 돈 총 - 신디 역
- 얼리사 밀라노 - 제니 매트릭스 역
- 댄 헤다야 - 아리우스 역
- 버넌 웰스 - 베넷 대위 역
- 제임스 올슨 - 프랭클린 커비 소장 역
- 데이비드 패트릭 켈리 - 설리 역
- 빌 듀크 - 쿡 역
- 드루 스나이더 - 로슨 역
- 마이클 델러노 - 포레스털 역
- 찰스 미섁 - 엔리케스 역
- 카를로스 세르반테스 - 디아스 역
- 첼시 필드 - 금발 승무원 역
- 빌 팩스턴 - 요격기 장교 역
- 에이바 커델 - 모텔 옆방 여자 역

## 한국판 성우진

### KBS 첫 더빙 (1988년 10월 22일)
- 이정구 - 존 매트릭스(아널드 슈워제네거)
- 김계원 - 프랭클린 커비(제임스 올슨)
- 유만준 - 아리우스(댄 헤다야)
- 김병관 - 베넷(베론 웰스)
- 윤병훈 - 엔리케(찰스 메쉬어크)
- 백진 - 설리(데이비드 패트릭 켈리)
- 장정진 - 쿠크(빌 듀크) / 로슨(드루 스나이더)
- 전기병 - 신디(레이 돈 총) / 항공 승무원(첼시 필드)
- 유지영 - 제니(알리사 밀라노)
- 임수아 - 레슬리(샤론 와이어트) / 항공 승무원(줄리 헤이엑)
- 정동열 - 경비원(그렉 웨인 엘램) / 경찰(짐 페인터)
- 유해무 - 자동차 판매원(마이클 델라노) / 테러범(개리 세르반테스) / 경찰(대니 네로)
- 윤병화 - 경비원(월터 스콧)

### KBS 재더빙 (1997년 12월 6일) [재더빙]
- 이정구 - 존 매트릭스(아널드 슈워제네거)
- 유지영 - 제니(알리사 밀라노)
- 강구한 - 베넷(베론 웰스)
- 김태연 - 아리우스(댄 헤다야) / 경비원(월터 스콧)
- 이근욱 - 프랭클린 커비(제임스 올슨)
- 김혜미 - 레슬리(샤론 와이어트) / 항공 승무원(첼시 필드)
- 함수정 - 신디(레이 돈 총)
- 서문석 - 자동차 판매원(마이클 델라노) / 테러범(개리 세르반테스) / 경비원(그렉 웨인 엘램)
- 이재용 - 설리(데이비드 패트릭 켈리) / 경찰(대니 네로)
- 전인배 - 쿠크(빌 듀크) / 엔리케(찰스 메쉬어크) / 경찰(짐 페인터)